# 索利托单抗
索利托单抗（INN：solitomab；开发代号：MT110）是一种人工双特异性单克隆抗体，正在作为抗癌药物进行研究。它是一种融合蛋白，由约55千道尔顿的单肽链上不同抗体的两个单链可变片段（scFv）组成。其中一种scFv通过CD3受体与T细胞结合，另一种与EpCAM结合，作为针对胃肠道癌、肺癌和其他癌症的肿瘤抗原。

## 作用机制

A BiTE linking a T cell to a tumor cell.

与其他双特异性抗体一样但与普通单克隆抗体不同的是，索利托单抗在T细胞与其靶肿瘤细胞抗原之间形成了链接。这导致T细胞通过产生穿孔素和颗粒酶等蛋白质对肿瘤细胞发挥细胞毒活性，而与MHC I或共刺激分子的存在无关。这些蛋白质进入肿瘤细胞并引发细胞凋亡。这种作用模仿了T细胞攻击肿瘤细胞期间观察到的生理过程。